# بيتر بويس
بيتر بويس (بالإنجليزية: Peter Boyce)‏ هو واثب عالي أسترالي، ولد في 14 مايو 1946 في ملبورن في أستراليا.

## وصلات خارجية
- بيتر بويس على موقع النتائج التاريخية لألعاب القوى الأسترالية (الإنجليزية)
- بيتر بويس على موقع أوليمبيديا (الإنجليزية)
- بيتر بويس على موقع اللجنة الأولمبية الأسترالية (الإنجليزية)